# Naturschutzgebiet Farnachmoos
Das Farnachmoos ist ein seit 1976 ausgewiesenes Naturschutzgebiet im Gebiet der Gemeinden Alberschwende und Bildstein im Bezirk Bregenz des österreichischen Bundeslandes Vorarlberg.

## Lage
Über einen Südwest-Nordost orientierten Geländerücken (Schneiderkopf) erstreckt sich etwa anderthalb Kilometer nordwestlich von Alberschwende und zwei Kilometer östlich von Bildstein das Farnachmoos mit Borstgrasrasen, Feuchtwiesen und einem Hochmoor. Torfstiche, trockene Moorflächen sowie Baumbestand mit Faulbaum, Gemeiner Fichte und Moorbirke prägen das Gebiet auf einer Höhe von 860 bis 880 m ü. A.

## Geologie
Das Farnacher Moos liegt im Bereich des Übergangs von der aufgerichteten (granitischen) Molasse zur angepressten gefalteten Molasse. Es handelt sich um teils karbonatische, teils mergelige und tonige, teils um silikatisch dominierte Sedimentgesteine. Darüber liegt stellenweise späteiszeitliches Moränenmaterial. In solchen Umgebungen ist stauende Nässe oft bestimmend für die Bodenbildung, hier für die Bildung eines Hochmoores.
Im obersten Profilbereich bis etwa zehn Zentimeter Tiefe herrscht schwach zersetzter Moostorf vor. Darunter folgt in den verschiedenen Profilen Torf mit wechselnd starkem Zersetzungsgrad über dunkelbraun bis fast schwarz. Stellenweise reicht die Torfdecke über einen Meter tief, während an anderen Stellen schon ab rund 65 Zentimeter der unterlagernde hellgrau-grünliche Lehm/Ton einsetzt. Auch im Torfprofil treten stellenweise mehr oder weniger deutliche Verlehmungen auf. Die Torfstiche zeigen
unterschiedlich weit fortgeschrittene Regeneration, in einigen haben sich Schilfherde angesiedelt. Der nördlichste Teil des Rückens ist zwar nicht durch Torfabbau verändert, wurde jedoch durch einen Graben zu entwässern versucht.

### Bodenprofil
Der pH-Wert des Standortes liegt über das gesamte Profil im stark bis extrem sauren Bereich (pH-Wert 3 bis 4). Der Kohlenstoffgehalt zeigt bis auf die unterste Tiefenstufe den hohen Gehalt an Torf an. Die tiefste Stufe ist in der Mischprobe aus den drei Profilen stark durch den hohen Ton/Lehm-Anteil geprägt. Ein ähnliches Verhalten zeigen die Spurenelemente Aluminium (Al), Chrom (Cr), Eisen (Fe), Kobalt (Co), Nickel (Ni) und Vanadium (V). Sie deuten damit ihre substratgebundene geogene Herkunft an. Einen starken Immissionseinfluss deuten Blei (Pb) und Cadmium (Cd), in geringem Maße Kupfer (Cu), Molybdän (Mo) und Zink (Zk) an. Phosphat- (P) und Kaligehalt (Ka) geben die aktuell pflanzenverfügbaren Nährstoffanteile an und werden entsprechend den Österreichischen Düngerichtlinien in Versorgungsklassen (sehr niedrig, niedrig, ausreichend, hoch, sehr hoch) eingeteilt. Diese Einteilung gilt grundsätzlich für die Intensivlandwirtschaft und muss im Bereich von extensiven Feuchtbiotopflächen entsprechend relativiert werden.

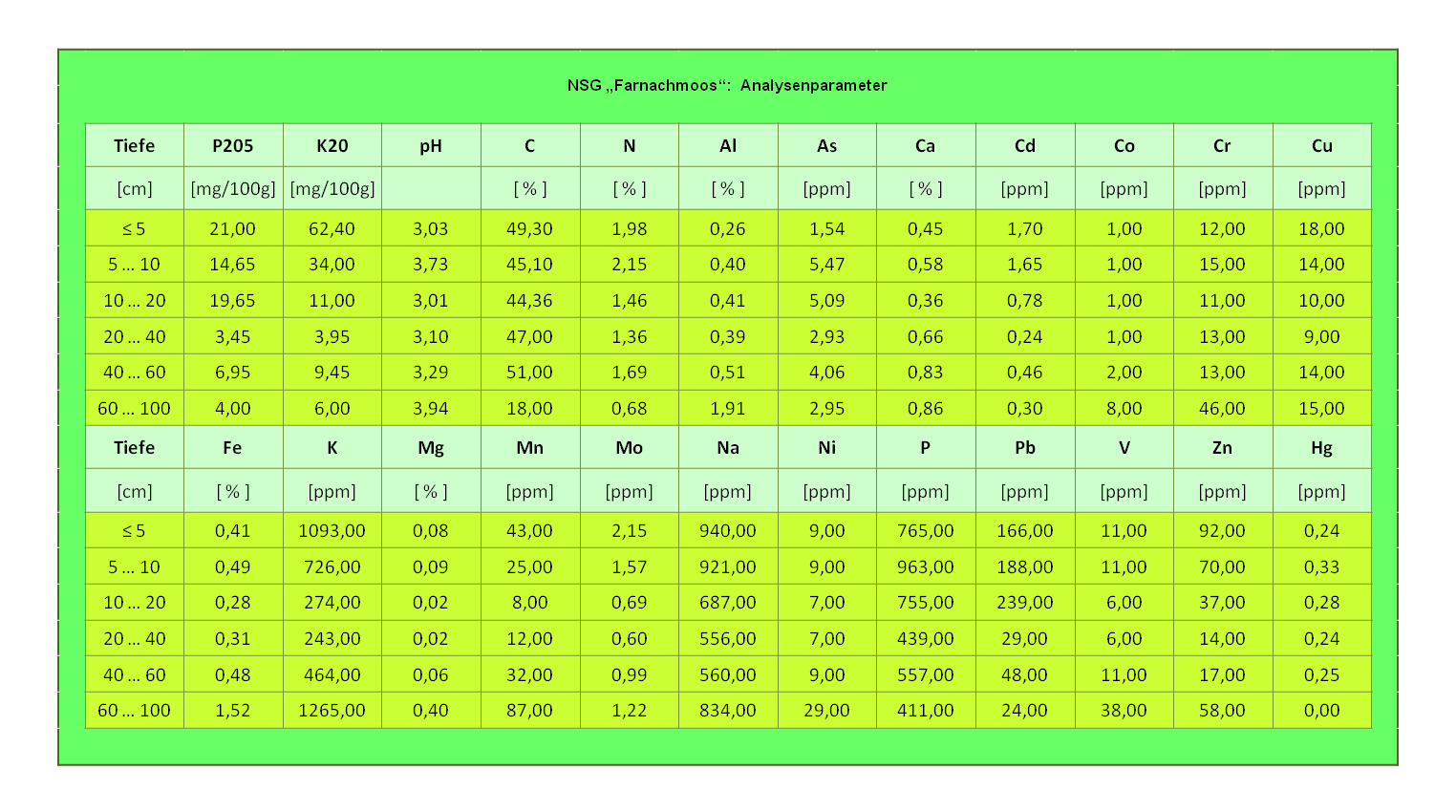
Farnachmoos: Analyseparameter (Mai 2008)

## Flora und Fauna

### Flora
Aus der schützenswerten Flora sind folgende Pflanzenarten (Auswahl) zu nennen:
- Binsengewächse (Juncaceae)
  - Flatter-Binse oder Flatter-Simse (Juncus effusus)
  - Spitzblütige Binse (Juncus acutiflorus)
- Enziangewächse (Gentianaceae)
  - Schwalbenwurz-Enzian (Gentiana asclepiadea), weitere Volksnamen sind Blaue Kreuzwurz, Geißleiter, Herbst- und Hirschbrunftenzian
- Geißblattgewächse (Caprifoliaceae)
  - Gewöhnlicher Teufelsabbiss (Succisa pratensis), auch einfach Abbiss, Teufelwurz und Teufelsbiss genannt
- Hahnenfußgewächse (Ranunculaceae)
  - Trollblume (Trollius europaeus), auch Goldköpfchen, Butterblume, Butterkugel (Ankenbollen), Budabinkerl, Butterrosen, Kugelranunkel oder Natter(n)knöpfe
- Heidekrautgewächse (Ericaceae)
  - Besenheide (Calluna vulgaris), auch Heidekraut genannt
  - Rauschbeere (Vaccinium uliginosum), auch Trunkelbeere, Moorbeere oder Nebelbeere
  - Rosmarinheide (Andromeda polifolia), auch als Polei-Gränke, Lavendelheide, Poleirosmarinheide und Sumpfrosmarin bezeichnet
- Hülsenfrüchtler (Fabaceae)
  - Gewöhnlicher Hornklee (Lotus corniculatus), auch Schotenklee genannt
  - Wiesen-Klee (Trifolium pratense), auch Rot-Klee oder Roter Wiesenklee genannt
- Korbblütler (Asteraceae)
  - Echte Arnika (Arnica montana), unter anderem auch als Bergwohlverleih bezeichnet
  - Färber-Scharte (Serratula tinctoria)
  - Niedrige Schwarzwurzel (Scorzonera humilis)
  - Skabiosen-Flockenblume (Centaurea scabiosa)
  - Sumpf-Kratzdistel (Cirsium palustre)
  - Sumpf-Pippau (Crepis paludosa)
  - Weidenblättriger Alant oder Weiden-Alant (Inula salicina)
- Leingewächse (Linaceae)
  - Purgier-Lein (Linum catharticum), auch Wiesen-Lein
- Lippenblütler (Lamiaceae)
  - Kleine Braunelle, auch Kleine Brunelle oder Gewöhnliche Braunelle (Prunella vulgaris)
- Orchideen (Orchidaceae)
  - Geflecktes Knabenkraut (Dactylorhiza maculata), auch Flecken-Fingerwurz genannt
  - Sumpf-Stendelwurz (Epipactis palustris), auch als Weiße Sumpfwurz, Echte Sumpfwurz oder Sumpf-Sitter bekannt
- Primelgewächse (Primulaceae)
  - Gewöhnlicher Gilbweiderich (Lysimachia vulgaris), auch Rispen-Gilbweiderich und Gewöhnlicher Felberich genannt
  - Mehlprimel (Primula farinosa) oder Mehlige Schlüsselblume
- Rosengewächse (Rosaceae)
  - Blutwurz (Potentilla erecta), auch Dilledapp, Durmentill, Natter(n)wurz, Rotwurz, Ruhrwurz, Siebenfinger oder Tormentill genannt
- Sauergrasgewächse (Cyperaceae)
  - Alpen-Rasenbinse (Trichophorum alpinum), auch Alpen-Haarsimse, Alpen-Haarbinse oder Alpen-Wollgras
  - Davalls Segge (Carex davalliana), auch als Torf-Segge oder Rau-Segge bezeichnet
  - Faden-Segge (Carex lasiocarpa)
  - Hirse-Segge (Carex panicea)
  - Igel-Segge (Carex echinata), auch Stern-Segge genannt
  - Rasenbinse (Trichophorum cespitosum)
  - Scheiden-Wollgras (Eriophorum vaginatum), auch Moor-Wollgras, Scheidiges Wollgras oder Schneiden-Wollgras
  - Schlamm-Segge (Carex limosa)
  - Sumpf-Segge (Carex acutiformis), auch als Scharfkantige Segge bezeichnet
  - Weißes Schnabelried (Rhynchospora alba), auch  Weiße Schnabelbinse
- Schachtelhalmgewächse (Equisetaceae)
  - Sumpf-Schachtelhalm oder Duwock (Equisetum palustre)
- Simsenliliengewächse (Tofieldiaceae)
  - Gewöhnliche Simsenlilie (Tofieldia calyculata), auch Kelch-Liliensimse genannt
- Sommerwurzgewächse (Orobanchaceae)
  - Gemeiner Augentrost oder Großer Augentrost (Euphrasia officinali)
  - Grannen-Klappertopf oder Schmalblättriger Klappertopf (Rhinanthus glacialis)
  - Sumpf-Läusekraut (Pedicularis palustris)
  - Wald-Wachtelweizen (Melampyrum sylvaticum)
- Sonnentaugewächse (Droseraceae)
  - Mittlerer Sonnentau (Drosera intermedia)
  - Rundblättriger Sonnentau (Drosera rotundifolia), auch Himmelstau, Herrgottslöffel, Himmelslöffelkraut, Spölkrut oder Widdertod genannt
- Spindelbaumgewächse (Celastraceae)
  - Sumpf-Herzblatt (Parnassia palustris), auch Studentenröschen genannt
- Süßgräser (Poaceae)
  - Blaues Pfeifengras (Molinia caerulea), auch Gewöhnliches Pfeifengras, Kleines Pfeifengras, Besenried, Benthalm oder Bentgras
  - Dreizahn (Danthonia decumbens)
  - Mittleres Zittergras (Briza media), auch als Gewöhnliches oder Gemeines Zittergras bezeichnet
- Weiderichgewächse (Lythraceae)
  - Gewöhnlicher Blutweiderich (Lythrum salicaria)
- Wurmfarngewächse (Dryopteridaceae)
  - Gewöhnlicher Dornfarn oder Karthäuserfarn (Dryopteris carthusiana)

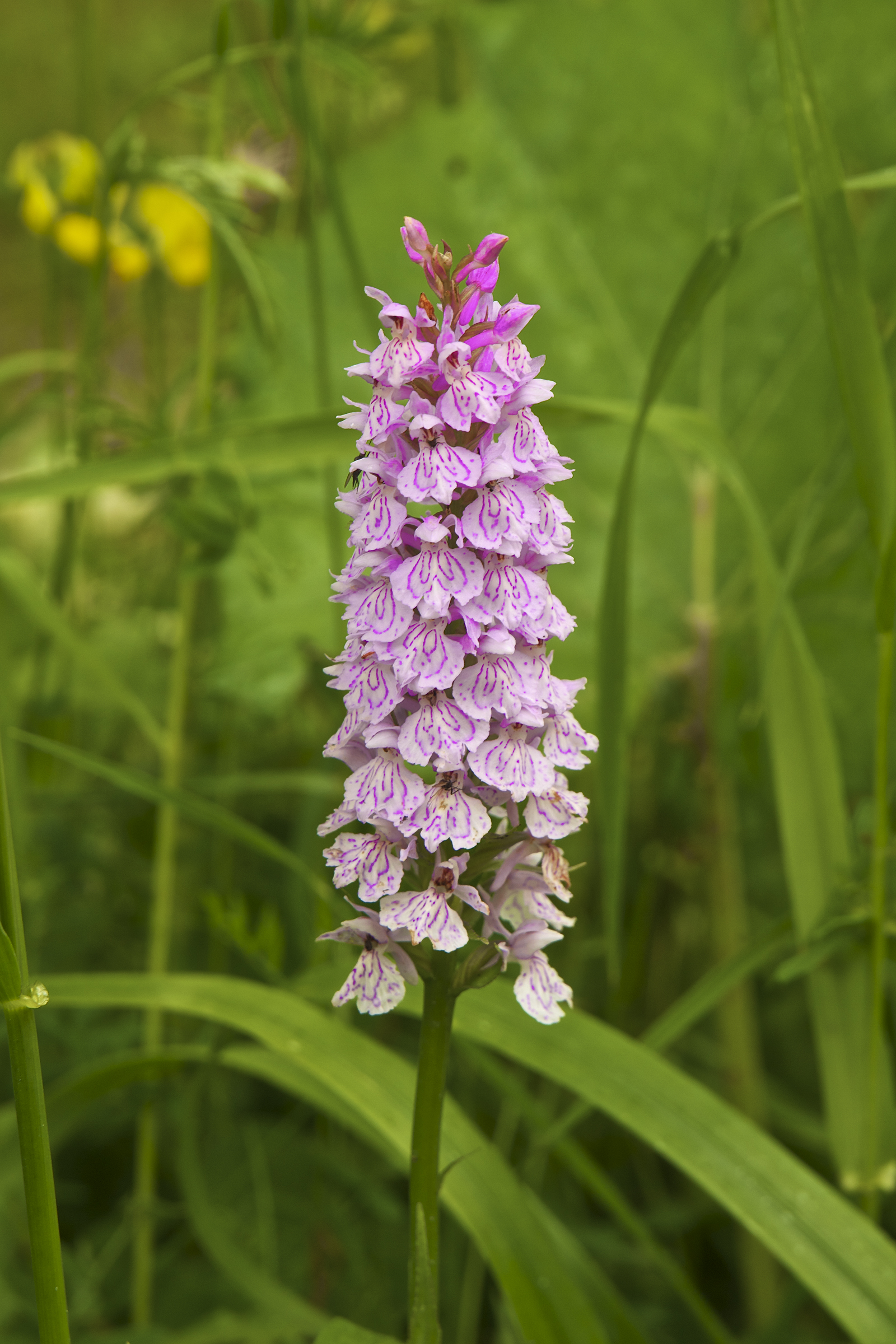
Geflecktes Knabenkraut
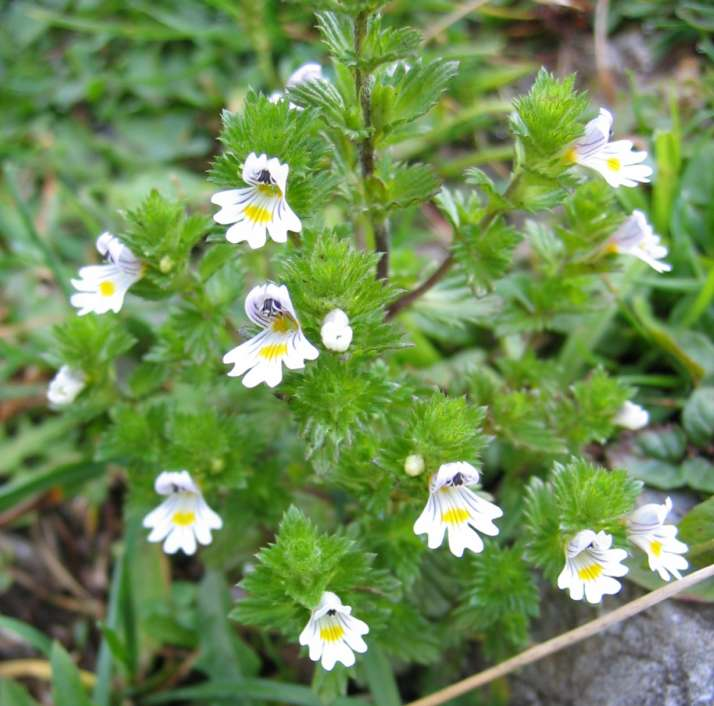
Gemeiner Augentrost
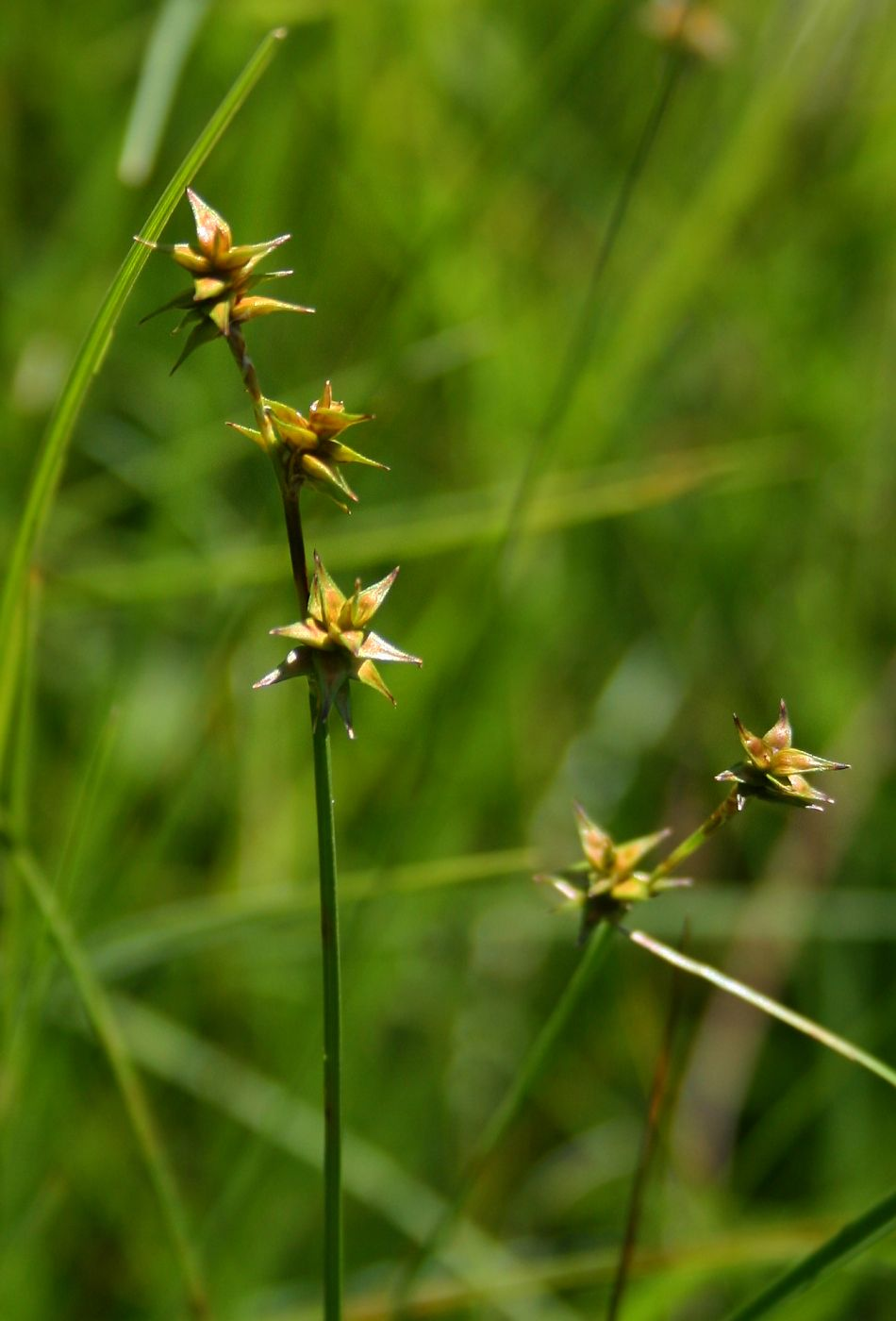
Igel-Segge
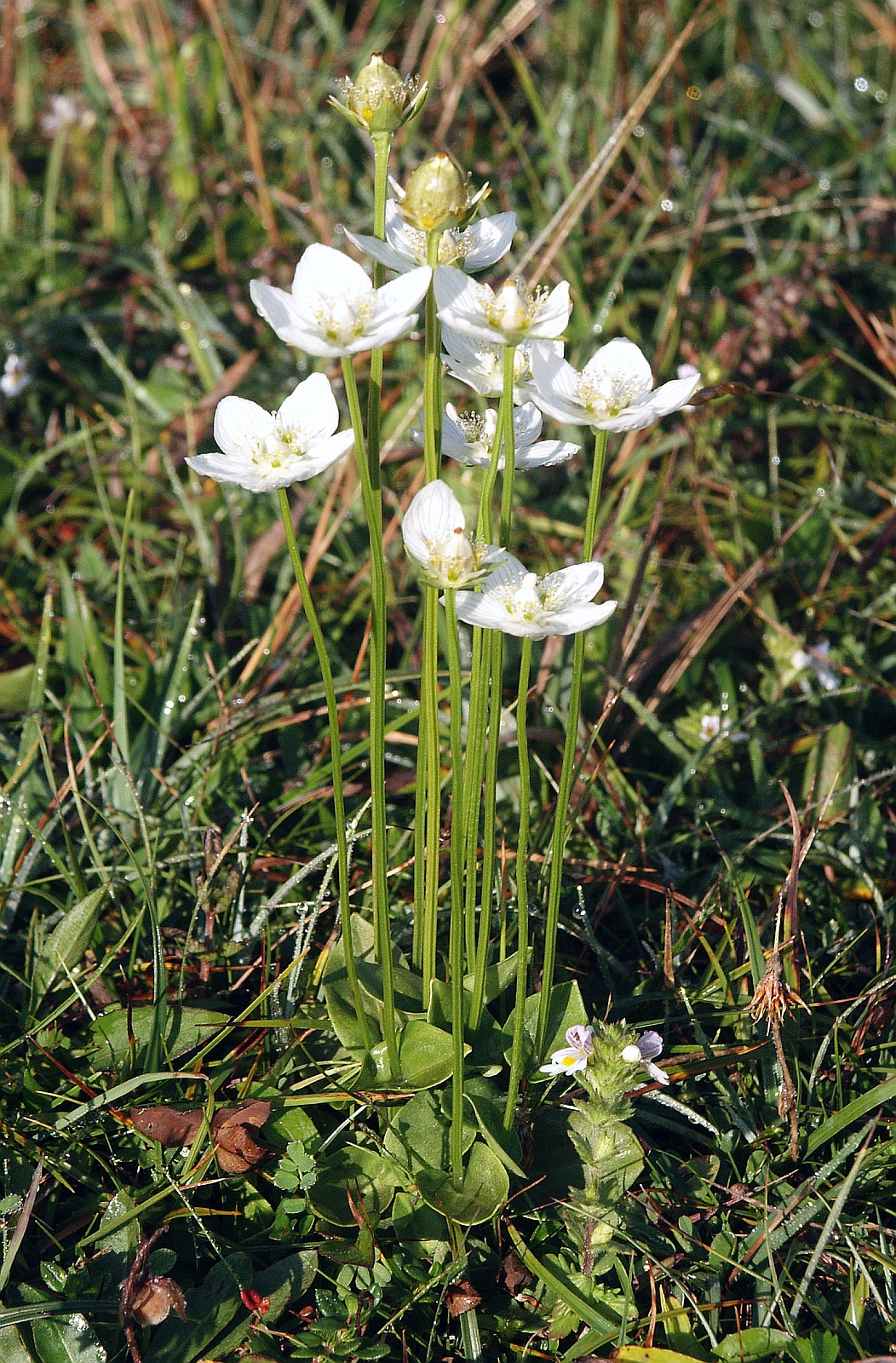
Sumpf-Herzblatt
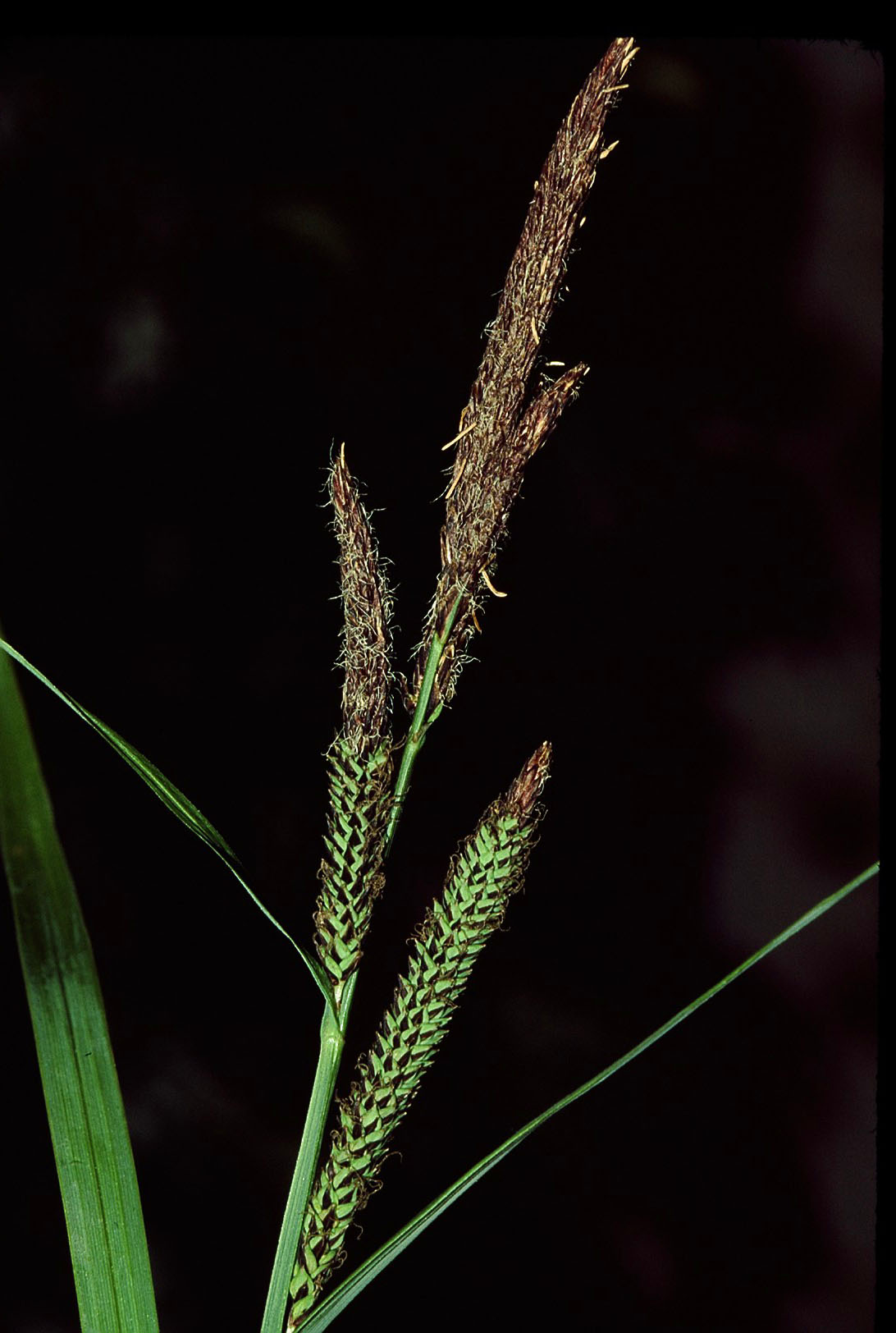
Sumpf-Segge
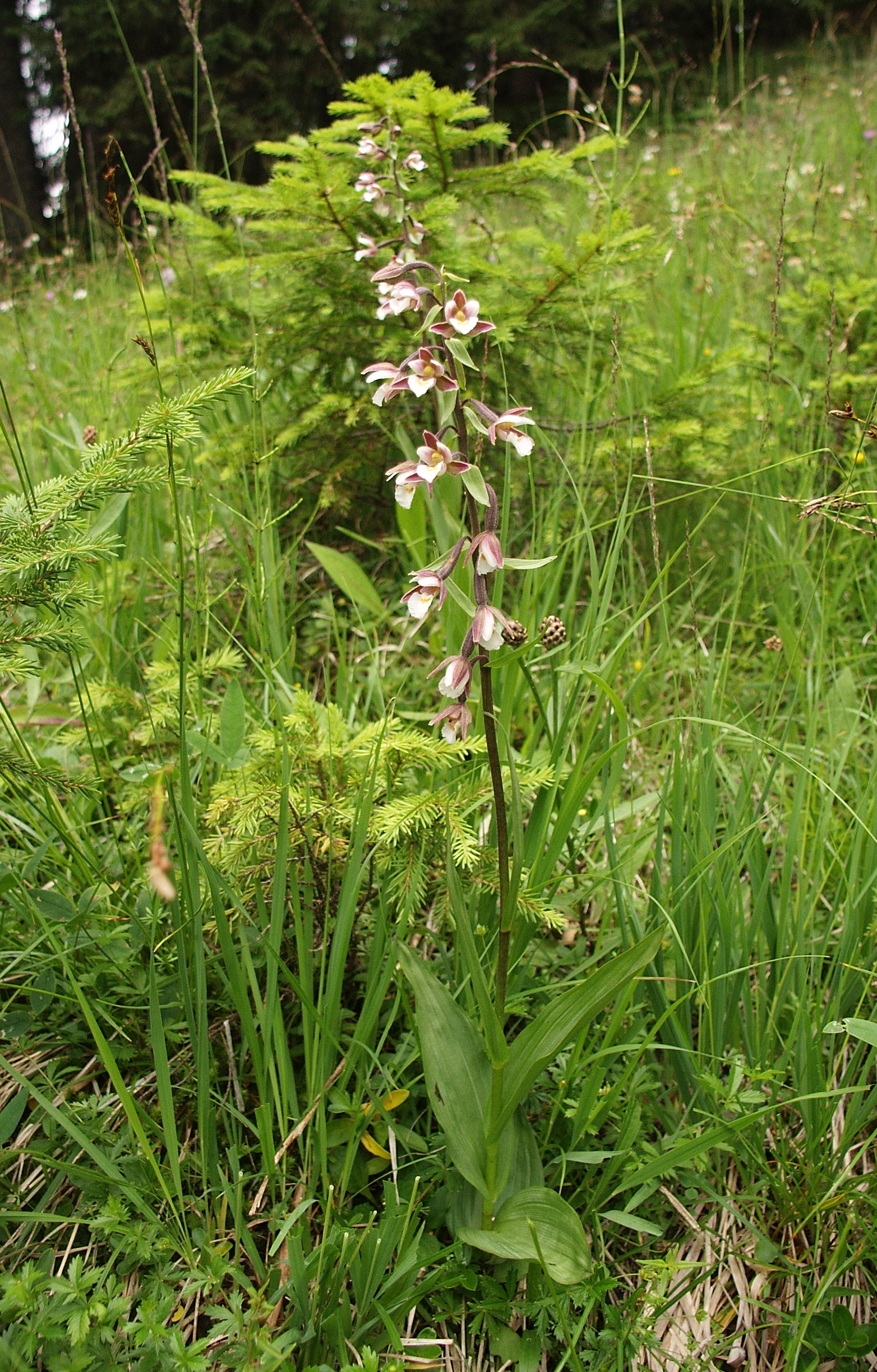
Sumpf-Stendelwurz

### Fauna
Aus der schützenswerten Fauna sind folgende Tierarten (Auswahl) zu nennen:
- Schmetterlinge
  - Weißlinge (Pieridae)
    - Hochmoorgelbling oder Zitronengelber Heufalter (Colias palaeno)

  - Widderchen (Zygaenidae)
    - Sumpfhornklee-Widderchen (Zygaena trifolii), auch Feuchtwiesen-Widderchen genannt